# Armenia en los Juegos Olímpicos de Pekín 2022
Armenia estuvo representada en los Juegos Olímpicos de Pekín 2022 por seis deportistas que competirán en tres deportes. Responsable del equipo olímpico es el Comité Olímpico Nacional de Armenia, así como las federaciones deportivas nacionales de cada deporte con participación.
Los portadores de la bandera en la ceremonia de apertura fueron el esquiador de fondo Mikayel Mikayelian y la patinadora artística Tina Garabedian. El equipo olímpico armenio no obtuvo ninguna medalla en estos Juegos.